# Europejska Fundacja na rzecz Poprawy Warunków Życia i Pracy
Europejska Fundacja na rzecz Poprawy Warunków Życia i Pracy, Eurofound – powstała w 1975 roku, w Dublinie. Misją tej fundacji jest dostarczanie specjalistycznej wiedzy w celu wspomagania planowania i opracowywania lepszych warunków życia i pracy w Europie.

## Działalność
Eurofound oferuje możliwość dotarcia do szczegółowych informacji i analiz dotyczących działalności Fundacji poprzez organy obserwacyjne: EIRO, EMCC, EWCO oraz EurLIFE.
Prowadzi również 3 ogólnoeuropejskie badania sondażowe: Europejskie badanie jakości życia (European Quality of Life Survey, EQLS), Europejskie badanie przedsiębiorstw (European Company Survey, ECS) oraz Europejskie badanie warunków pracy (European Working Conditions Survey, EWCS).
Docelowymi odbiorcami prac fundacji są przede wszystkim instytucje UE, rządy, pracodawcy, związki zawodowe i organizacje pożytku publicznego. Dane i wyniki z badań sondażowych, jak i publikacje Eurofound są dostępne publicznie na stronie internetowej Fundacji. 

## Organizacja
Na czele Eurofound stoi dyrektor i zastępca dyrektora, którzy działają pod nadzorem Rady Zarządzającej. Od grudnia 2010 roku dyrektorem jest Juan Menéndez-Valdés, zastępcą dyrektora zaś, od lipca 2009, Erika Mezger; dyrektorzy powoływani są przez Komisję Europejską. Rada Zarządzająca składa się z przedstawicieli rządów, pracodawców i związków zawodowych z krajów Unii Europejskiej i odpowiada za opracowanie programów prac Fundacji.

## Lokalizacja
Siedzibą Fundacji jest siedemnastowieczny budynek Loughlinstown House na przedmieściach Dublina. 